# Peter Gregson
Peter Gregson est un violoncelliste et compositeur écossais né le 20 janvier 1987 à Édimbourg. Gregson est notamment connu pour avoir composé la musique du film Les Jardins du roi (A Little Chaos) en 2015, marquant ainsi son premier travail important dans ce genre. Il est aussi le second à avoir participé à la série ”recomposed’ de la Deutsche Gramophon, après Max Richter avec Vivaldi, en reprenant sous un jour nouveau les Suites pour violoncelle de Bach.

## Style
Gregson est un compositeur éclectique, alliant minimalisme, musique répétitive et supports nouveaux à des partitions d’inspiration baroque ou classique, ce qui l’a fait qualifier de musicien néo-classique. En témoignent ses collaborations avec Max Richter ou Johann Johannson en 2011.
Peter Gregson est publié chez Chester Music.

## Discographie

### Disques monographiques
- Gregson Richter Jóhannsson (2011, ECM)
- Concerto pour trombone ; Concerto pour violoncelle – Peter Moore, trombone ; Guy Johnston, violoncelle ; BBC Concert Orchestra, dir. Bramwell Tovey (en) (1-3 mars 2010, Chandos) (OCLC 694834515)
- Touch – Peter Gregson, violoncelle, piano, synthé ; Ens. Inscape, cordes (16-21 février 2015, Sono Luminus) (OCLC 918302186)
- The Cello Suites de Bach recomposées par Peter Gregson (2018, DG) (OCLC 1084406702)
- Patina – Peter Gregson, violoncelle, piano ; musiciens dirigés par Anthony Weeden (2021, DG) (OCLC 1294938504)

### Récitals
- Connotations for brass band – Black Dyke Mills Band, dir. Major Peter Parkes (octobre 1979, Chandos) (OCLC 45272595) — Avec des œuvres de Robert Simpson, Paul Huber, Gilbert Vinter et Morley Calvert.
- Chorale – Quatuor Iskra (2017, 1631 Recordings) (OCLC 1287239543) — Dans Iskra, avec des œuvres de David Julyan, Jóhann Jóhannsson, Ólafur Arnalds et Luke Anthony.
- Sequence (Four) ; Lullaby – 	Mari Samuelsen, violon ; Konzerthausorchester Berlin, dir. Jonathan Stockhammer (2018, DG) (OCLC 1105982424)
- Quartets : one  – Warren Zielinski, Magdalena Filipczak, violons ; Meghan Cassidy, Laurie Anderson, alto ; Richard Harwood, Ashok Klouda, violoncelle ; Peter Gregson, synthé (2019, DG) (OCLC 1241697331)
- Quartets : two  – Warren Zielinski, Magdalena Filipczak, violons ; Meghan Cassidy, Laurie Anderson, alto ; Richard Harwood, Ashok Klouda, violoncelle ; Peter Gregson, synthé, violoncelle (2019, DG) (OCLC 1241697818)

### Bandes originales
- A Little Chaos (2015, Milan Entertainment) (OCLC 909337828) pour le film Les Jardins du roi
- Adolescence (2018) pour le film Adolescence
- Blackbird (2019) (OCLC 1194000663) pour le film Blackbird

### En tant qu'interprète
- Gabriel Prokofiev, Cello multitracks – Peter Gregson, violoncelle (2012, Nonclassical) (OCLC 792891972)
- Rupert Gregson-Williams, Wonder Woman (BO) – Peter Gregson, violoncelle ; direction : Alastair King (2017, WaterTower Music) (OCLC 983827473)